# Mezzago
Mezzago (Mesach in dialetto brianzolo, AFI: [meˈsɑːk]) è un comune italiano di 4 473 abitanti della provincia di Monza e della Brianza in Lombardia. Fa parte del territorio del Vimercatese.

## Origini del nome
Chiamato in passato Amezago, probabilmente il nome del paese deriva dal latino Amicius, cognome del benestante proprietario del terreno su cui sorsero le prime abitazioni, con l'aggiunta del suffisso -acus che indica appartenenza; Amicacus, che poi si evolse in Mezzago, potrebbe significare quindi "proprietà di Amicius". Forme intermedie del nome, tra le quali Amizagi, sono attestate nel Liber Chronicus Ecclesiae Amizagi (dal latino "Libro delle cronache della Chiesa di Mezzago"), un manoscritto custodito negli archivi della parrocchia risalente al primo decennio del Novecento.Il termine "Amenzago" viene trovato su alcuni scritti e pubblicato in Notizie di Vimercate e sua pieve raccolte su vecchi documenti.
Poco probabili, le ipotesi secondo cui "Mezzago" derivi da "in mezzo all'agro", cioè immerso nei campi, oppure da "in mezzo al lago", facendo pensare che il paese sia stato fondato nel letto di un antico lago prosciugato.

## Storia

### Simboli
Lo stemma comunale è stato concesso con regio decreto del 21 gennaio 1928.
Il leone con la spada è ripreso dal blasone della nobile
famiglia milanese dei Secchi che era stata feudataria, fin dal 1475, della pieve di Vimercate, di cui Mezzago faceva allora parte.
 La troncatura, che divide lo scudo in due mezze parti,  richiama, per assonanza, il nome Mezzago.
Il gonfalone, concesso con decreto del presidente della Repubblica n. 2118 del 26 aprile 1983, è un drappo troncato di rosso e di bianco.

## Monumenti e luoghi d'interesse

### Architetture civili
- Palazzo Archinti e torre: il Palazzo Archinti è l'edificio storico più importante di Mezzago. Deve il suo nome a una famiglia che ne divenne proprietaria nel 1779. La Torre e le parti più antiche del palazzo risalgono al XII secolo. Era la residenza di una comunità di monaci dell'Ordine degli Umiliati. La Torre, a pianta quadrata, è alta 28 metri ed è composta da sette piani totali. Al sesto piano è stato posizionato un orologio. Il palazzo e la corte interna attualmente vengono usati in parte come residenza e in parte come luogo per ospitare la Sagra degli Asparagi, l'Accademia di musica, la scuola di danza e altri eventi e mostre.

### Architetture religiose
- Chiesa di Santa Maria Assunta
- Chiesa di San Gerolamo

### Altro
- Bloom: nato il 16 maggio 1987 è un locale dove si svolgono concerti dal vivo, ma anche proiezioni cinematografiche d'essai[8], concorsi musicali, corsi, mostre d'arte e di fotografia.

## Cultura

### Attività giornalistiche
Mezzago vanta un proprio periodico quadrimestrale, Il Mezzaghero, fondato nel 1996 e registrato presso il tribunale di Monza.

### Feste paesane
A Mezzago durante il mese di maggio si tiene la tradizionale sagra degli asparagi, che culmina nel giorno detto mezsvago che ha sostituito lo storico spaventamaggio. La sagra fu istituita negli anni cinquanta per festeggiare e far conoscere il pregiato asparago rosa, che Mezzago condivide con Cilavegna, in provincia di Pavia; la peculiarità di questo turione, infatti, è proprio quella di avere la punta rosata al contrario del classico ortaggio che è completamente verde. Il caratteristico colore si deve al terreno argilloso tipico ed esclusivo del territorio mezzaghese.

### Festa patronale
La festa patronale ricorre il 15 agosto, in occasione della festa dell'assunzione della Vergine Maria in cielo. A causa della scarsa presenza dei mezzaghesi in paese durante il mese di agosto, le celebrazioni in onore della Madonna Assunta vengono posticipate alla terza domenica del mese di settembre, giorno in cui la statua lignea della patrona viene accompagnata in processione della Chiesa a lei dedicata, lungo le vie del paese accompagnata da numerosi fedeli.

## Società

### Evoluzione demografica
- 427 nel 1751
- 411 nel 1771
- 529 nel 1805
- 604 nel 1809
- annessione a Bellusco nel 1811
- 1 059 nel 1853
- 1 191 nel 1859

Abitanti censiti

## Infrastrutture e trasporti
La località è servita da alcune autolinee suburbane; fra il 1890 e il 1958 era inoltre presente una stazione della tranvia Monza-Trezzo-Bergamo.

## Amministrazione
| Periodo        | Periodo   | Primo cittadino       | Partito                     | Carica  | Note                          |
| -------------- | --------- | --------------------- | --------------------------- | ------- | ----------------------------- |
| 27 maggio 2019 | in carica | Massimiliano Rivabeni | Lista civica Cambia Mezzago | Sindaco | eletto con il 50,23% dei voti |

### Gemellaggi
- Saint-Pierre-de-Chandieu, dal 1990
- Reilingen, dal 2009